# Copa Galícia de bàsquet femenina
La Copa Galícia de bàsquet femenina és una competició esportiva de clubs de bàsquet femenins de Galícia.
De caràcter anual, és organitzada per la Federació Gallega de Basquetbol i se celebrà per primer cop la temporada 1987-88. Hi participen els equips de bàsquet gallecs que competeixen a la Lliga Femenina estatal. Per aquest motiu, no s'ha disputat en determinades ocasions. Tanmateix, des de la temporada 2001-02 se celebra de forma ininterrompuda, participant també els clubs de la Lliga Challenge i la Lliga Femenina 2 en les darreres edicions. Els clubs participants disputen una fase final en format de final four, que determina el campió de la competició.
El dominador històric de la competició és el Reial Club Celta Zorka amb dotze títols, la majoria dels quals aconseguits durant la dècada de 1990 i 2000. Des de la temporada 2013-14, sorgeix com a equip dominador l'Universitari Ferrol amb set títols (cinc de forma consecutiva entre 2013 i 2018). L'Ensino Lugo, actual campió. ha guanyat la competició en quatre ocasions.

## Historial
| En negreta = Equip guanyador (1) = Nombre de títols (prò.) = Pròrroga Nota: Noms dels equips segons l'època |

| Edició                                                                     | Temp.   | Data       | Campió                      | Resultat | Subcampió               | Seu                            | MVP                     | refs   |
| -------------------------------------------------------------------------- | ------- | ---------- | --------------------------- | -------- | ----------------------- | ------------------------------ | ----------------------- | ------ |
| I                                                                          | 1987-88 |            | Círculo Mercantil (1)       |          |                         |                                |                         |        |
| II                                                                         | 1988-89 |            | CB Cluny (1)                |          |                         |                                |                         |        |
| III                                                                        | 1989-90 |            | Pabellón Caixa (1)          |          |                         |                                |                         |        |
| IV                                                                         | 1990-91 |            | CB Cluny (2)                |          |                         |                                |                         |        |
| No es disputà entre 1991 i 1995                                            |         |            |                             |          |                         |                                |                         |        |
| V                                                                          | 1996-97 | 18-09-1996 | Banco Simeón (1)            | 60-42    | Mejillón de Galicia     | Pavelló Poliesportiu de Rianxo |                         | [ 3 ]  |
| VI                                                                         | 1997-98 | 13-09-1997 | Banco Simeón (2)            | 78-58    | Ensino Lugo             |                                |                         |        |
| VII                                                                        | 1998-99 |            | Banco Simeón (3)            |          |                         |                                |                         |        |
| VIII                                                                       | 1999-00 |            | Celta Banco Simeón (4)      |          |                         |                                |                         |        |
| No es disputà la temporada 2000-01                                         |         |            |                             |          |                         |                                |                         |        |
| IX                                                                         | 2001-02 | 23-09-2001 | Celta Banco Simeón (5)      | 69-47    | Yaya María Breogán      | Pavelló do Berbés, Vigo        |                         | [ 4 ]  |
| X                                                                          | 2002-03 | 22-09-2002 | Celta Banco Simeón (6)      | 59-40    | Yaya María Breogán      | Pavelló do Berbés, Vigo        |                         | [ 5 ]  |
| XI                                                                         | 2003-04 | 05-10-2003 | Celta Banco Simeón (7)      | 58-55    | Yaya María Breogán      | Pavelló d'Esteiro, Ferrol      |                         | [ 6 ]  |
| XII                                                                        | 2004-05 | 02-10-2004 | Extrugasa Cortegada (1)     | 69-64    | Celta Banco Simeón      | Pavelló Santa Isabel, Santiago |                         | [ 7 ]  |
| XIII                                                                       | 2005-06 | 25-09-2005 | RC Celta Vigourban (8)      | 70-56    | Extrugasa Cortegada     | Pavillón A Malata, Ferrol      |                         | [ 8 ]  |
| XIV                                                                        | 2006-07 | 24-09-2006 | Ensino Porta XI (1)         | 94-71    | Extrugasa Cortegada     | Pavelló d'Esteiro, Ferrol      |                         | [ 9 ]  |
| XV                                                                         | 2007-08 | 30-09-2007 | RC Celta Vigourban (9)      | 63-50    | Pío XII                 | Pavelló Santa Isabel, Santiago | Cecilia Liñeira (CEL)   |        |
| XVI                                                                        | 2008-09 | 22-09-2008 | RC Celta Indepo (10)        | 69-54    | Extrugasa Cortegada     | Pavelló d'Esteiro, Ferrol      | Alba Torrens (CEL)      | [ 10 ] |
| XVII                                                                       | 2009-10 | 27-09-2009 | RC Celta Indepo (11)        | 75-65    | Pío XII                 | Pavelló de Bouzas, Vigo        | Sara Gómez (CEL)        | [ 11 ] |
| XVIII                                                                      | 2010-11 | 02-10-2010 | Extrugasa Cortegada (2)     | 82-78    | RC Celta Indepo         | Pavelló d'Esteiro, Ferrol      |                         |        |
| XIX                                                                        | 2011-12 | 09-10-2011 | RC Celta (12)               | 69-68    | Universitario Ferrol    | Pavelló d'Esteiro, Ferrol      | Elisabet Repella (FER)  | [ 12 ] |
| XX                                                                         | 2012-13 | 13-10-2012 | Feel Cortegada (3)          | 80-78    | Ensino Lugo             | Pavelló d'Esteiro, Ferrol      | Ylenia Manzanares (COR) | [ 13 ] |
| XXI                                                                        | 2013-14 | 19-10-2013 | Universitario Ferrol (1)    | 62-58    | Durán Maquinaria Ensino | Pavelló d'Esteiro, Ferrol      | Ashley Arlen (FER)      | [ 14 ] |
| XXII                                                                       | 2014-15 | 11-10-2014 | Universitario Ferrol (2)    | 99-56    | Durán Maquinaria Ensino | Pavelló d'Esteiro, Ferrol      | Bea Sánchez (FER)       | [ 15 ] |
| XXIII                                                                      | 2015-16 | 20-09-2015 | Star Center Uni Ferrol (3)  | 78-62    | Durán Maquinaria Ensino | Pavelló A Gandara, Narón       |                         | [ 16 ] |
| XXIV                                                                       | 2016-17 | 17-09-2016 | Star Center Uni Ferrol (4)  | 67-55    | Kemegal Cortegada       | Pavelló Navia, Vigo            |                         | [ 17 ] |
| XXV                                                                        | 2017-18 | 24-09-2017 | Star Center Uni Ferrol (5)  | 63-42    | RC Celta Zorka          | Pavelló d'Esteiro, Ferrol      | Rachael Vanderwal (FER) | [ 18 ] |
| XXVI                                                                       | 2018-19 | 30-09-2018 | Durán Maquinaria Ensino (2) | 71-66    | BAXI Ferrol             | Pavillón A Malata, Ferrol      | Claudia Calvelo (ENS)   | [ 19 ] |
| XXVII                                                                      | 2019-20 | 21-09-2019 | Durán Maquinaria Ensino (3) | 63-58    | RC Celta Zorka          | Pavelló A Gandara, Narón       | Bea Sánchez (ENS)       | [ 20 ] |
| No es disputà la temporada 2020-21 pel risc públic de contagi del COVID-19 |         |            |                             |          |                         |                                |                         |        |
| XXVIII                                                                     | 2021-22 | 19-09-2021 | BAXI Ferrol (6)             | 68-61    | Durán Maquinaria Ensino | Pavelló A Raña, Marín          | Sune Swart (FER)        | [ 21 ] |
| XXIX                                                                       | 2022-23 | 25-09-2022 | BAXI Ferrol (7)             | 54-50    | Durán Maquinaria Ensino | Pavillón A Malata, Ferrol      | Paula Ginzo (FER)       | [ 1 ]  |
| XXX                                                                        | 2023-24 | 01-10-2023 | Durán Maquinaria Ensino (4) | 71-58    | BAXI Ferrol             | Pavelló Santa Isabel, Santiago | Lydia Giomi (ENS)       | [ 2 ]  |
| XXXI                                                                       | 2024-25 | 29-09-2024 | Durán Maquinaria Ensino (5) | 71-64    | BAXI Ferrol             | Pavelló Municipal, O Porriño   | Claudia Soriano (ENS)   | [ 22 ] |